# Minden
Minden é uma cidade da Alemanha, capital do distrito de Minden-Lübbecke, na região administrativa de Detmold, estado da Renânia do Norte-Vestfália.

## Personalidades de Minden
- Friedrich Wilhelm Bessel
- Franz Boas
- Otto von Emmich
- Paulina von Mallinckrodt